# Estadio de La Romareda
El Estadio de La Romareda fue un recinto deportivo municipal ubicado en el barrio de La Romareda de Zaragoza, donde el Real Zaragoza disputaba sus partidos como local, que está siendo actualmente demolido. Se inauguró el 8 de septiembre de 1957 y su aforo era de 33 608 espectadores. Era uno de los estadios con mayor capacidad de España y con mayor tradición del fútbol español. El 25 de mayo de 2025 se jugó el último partido de la historia del estadio.
El 8 de julio de 2024 comenzó el derribo parcial del estadio para la construcción de la Nueva Romareda. El nuevo campo tendrá 43 110 plazas para los partidos de fútbol. El objetivo final es que el 31 de agosto de 2027 la Nueva Romareda sea una realidad. El 26 de mayo de 2025 comenzó la fase 2 de las obras en el que el viejo estadio se demolerá totalmente.
Ha sido sede de tres finales de la Copa del Rey (1982-83, 1986-87 y 1995-96), sede de la Copa Mundial de Fútbol de 1982 (en donde se celebraron tres encuentros de la primera fase) y subsede de los Juegos Olímpicos de Barcelona 1992 en la disciplina de fútbol (en donde se celebraron seis encuentros de la primera fase y uno de cuartos de final). También fue sede del partido del Torneo FIRA de 1994 entre España y Rumania.
En La Romareda, han jugado leyendas como Pelé, Diego Armando Maradona, Messi, Ronaldo Nazario, Cristiano Ronaldo o Ronaldinho.

## Ubicación
El estadio está completamente integrado en la ciudad, al sur del centro urbano, en el barrio de La Romareda del distrito Universidad. El lateral oeste limita con la plaza peatonal Eduardo Ibarra; el fondo norte, con la calle Luis Bermejo; el lateral este linda con el paseo Isabel La Católica y el fondo sur con la calle Jerusalén.
Próximos al estadio se encuentran el campus Plaza San Francisco de la Universidad de Zaragoza, los hospitales Miguel Servet y Clínico Lozano Blesa, y el Auditorio de Zaragoza.
El estadio está conectado con el transporte urbano mediante la Línea 1 del Tranvía de Zaragoza y con varias líneas urbanas de autobuses de Zaragoza.

## Historia

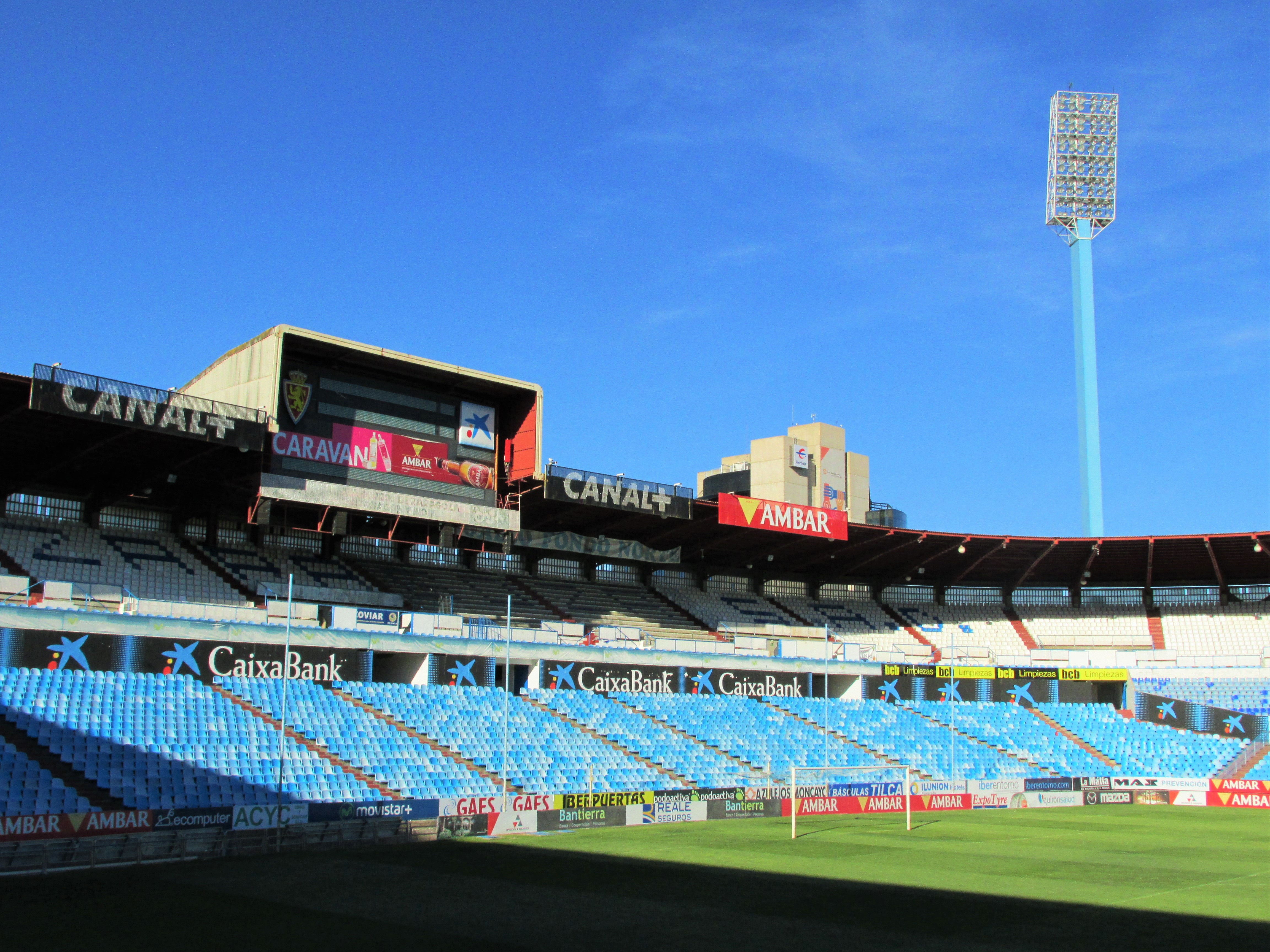
Grada Norte

El nombre del estadio, así como el del barrio zaragozano en el que se ubica, procede de una antigua acequia que pasaba por la zona. A su vez, el nombre de aquella acequia se debía a la abundancia de matas de romero -planta aromática muy común en Aragón- y a la forma en que lengua aragonesa se denominaba "romeral", es decir terreno poblado de romeros.
La Romareda se inauguró con un partido entre el Real Zaragoza y Osasuna el 8 de septiembre de 1957, siendo presidente del club maño Cesáreo Alierta. El resultado del encuentro fue 4-3, a favor del Real Zaragoza, con goles de Vila (el primer gol en La Romareda), Wilson, Murillo y Vila de nuevo para el Real Zaragoza, y Areta, Sabino y Glaría para Osasuna. La capacidad inicial del estadio era de 32 416 espectadores, 16 000 sentados.
El estadio fue una de las sedes de la Copa del Mundo de 1982, así como de los Juegos Olímpicos de Barcelona 1992, para la disputa de partidos de fútbol. A su vez, La Romareda fue propuesta como Estadio Olímpico, en la fallida candidatura de Jaca a los Juegos Olímpicos de Invierno de 2014.

### Ampliación y reformas

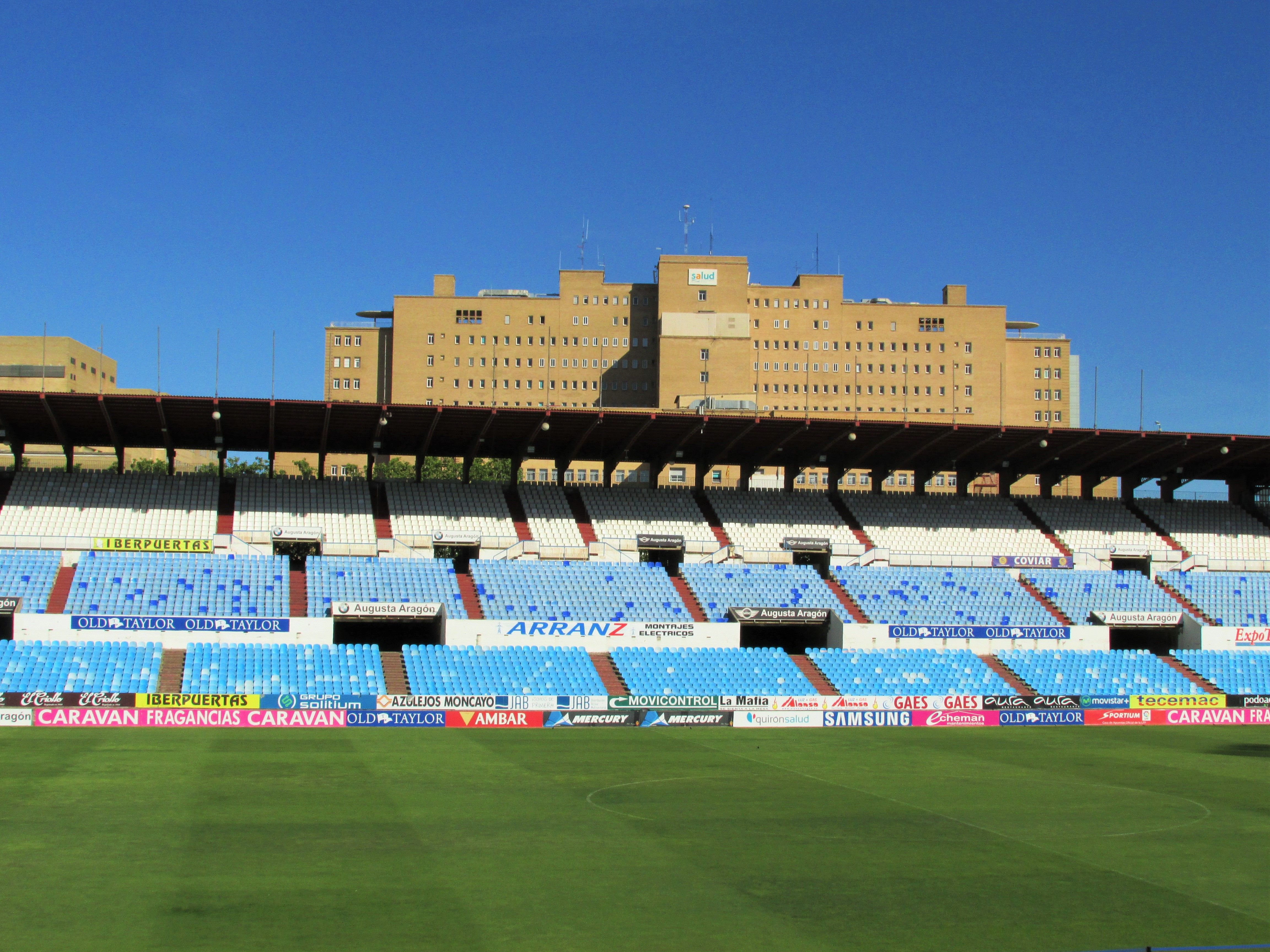
Tribuna Este

El campo sufrió diversas reformas en 1977, cuando se construyeron los nuevos graderíos cubiertos de Norte y Sur, llegando a los 43.524 espectadores. 
En 1982 se construyeron las cubiertas de general sentado, debido a que sería sede del Mundial de España '82, reduciéndose su capacidad a 39 900 espectadores. Las últimas grandes obras se realizaron en 1994 para adecuarlo a la normativa de la UEFA que obliga a tener todas las localidades de asiento, quedando en 34 596 localidades.
En agosto de 2006, se inauguraron diversas pequeñas reformas en el estadio. Estas fueron nuevos vestuarios en donde se colocaron taquillas personalizadas para cada futbolista, un jacuzzi, sala de masajes y una enfermería, además de otras reformas. Se reconstruyó el palco presidencial y se hicieron diversas mejoras y nuevas instalaciones para los medios de comunicación.
En febrero de 2013, se inauguraron unos nuevos banquillos.
En diciembre de ese mismo año, el Ayuntamiento de la ciudad le cedió la titularidad del estadio al club para que fuese este el encargado de su mantenimiento. El traspaso de titularidad no podía ser superior a diez años.
En octubre de 2016, concluyeron las reparaciones de emergencia que requería el estadio para mantener la seguridad.
El 7 de agosto de 2019, por primera vez en la historia del club y del estadio, se disputó un partido con videoarbitraje (VAR).
En agosto de 2022, el estadio estrenó iluminación, seguridad y banquillos.
El 25 de mayo de 2025, se disputó el último partido en el estadio antes de ser demolido para construir la Nueva Romareda. El partido acabó con victoria por 1-0 del Real Zaragoza contra el Deportivo de la Coruña. Al acabar el partido se hicieron actos para despedir el estadio y hubo invasión de campo por parte de los aficionados.

## Nueva Romareda
En mayo de 2019, Jorge Azcón (PP), antes de convertirse en alcalde de Zaragoza, promovió el proyecto de reforma integral del estadio, con un coste de 70 millones de euros, financiados por la enajenación de espacios comerciales, patrocinios y por el propio Real Zaragoza, sin suponer por tanto inversión municipal. En octubre de 2019, el Ayuntamiento y el Real Zaragoza firmaron un convenio por el que el club dispondrá del uso de La Romareda durante los próximos 75 años, periodo de tiempo durante el cual abonará el coste íntegro de la reforma del estadio.
El 27 de octubre de 2023 el Ayuntamiento de Zaragoza, el Gobierno de Aragón, y el Real Zaragoza firmaron un acuerdo para comenzar la reforma del estadio, en el contexto de la candidatura de la ciudad para ser una de las sedes del Mundial 2030. Las tres instituciones aportarían 120 millones al capital de la sociedad encargada de construir y explotar la nueva Romareda.
El 8 de julio de 2024 comenzó el derribo parcial del estadio para la construcción de la Nueva Romareda. Debido a ello, el aforo en la temporada 2024-25 se redujo a 24 600 asientos. El precio global de la Nueva Romareda está fijado en 168.845.917 euros, una cifra que puede ir al alza o a la baja en los próximos años. En concreto, 150.375.500 euros para el nuevo estadio, 15.264.125 euros para el campo portátil y 3.206.292 euros para gastos operativos. El 13 de septiembre de 2024, la Nueva Romareda sacó a licitación por 138,5 millones de euros (sin IVA, que se deduce) la gran fase de derribos y construcción del nuevo estadio. En diciembre, se adjudicó por 124,5 millones de euros. El nuevo campo tendrá 43 110 plazas para los partidos de fútbol, ampliables para conciertos. El objetivo final es que el 31 de agosto de 2027 la Nueva Romareda sea una realidad para que el Real Zaragoza pueda jugar en el nuevo estadio con todas las garantías la temporada 2027-28.
El 26 de mayo de 2025 comenzó la fase 2 de las obras en el que el viejo estadio se demolerá totalmente. Se espera que en el mes de octubre se haya completado dicha demolición.
Durante el transcurso de las obras, previstas para las temporadas 2025-26 y 2026-27, el Real Zaragoza disputará sus partidos como local en un estadio modular construido a tal efecto en la zona norte del recinto de la Exposición Especializada de Zaragoza. El 1 de julio de 2025 se anunció que, tras un acuerdo con Ibercaja, el nuevo estadio se llamaría "Ibercaja Romareda", mientras que el estadio modular pasaría a denominarse "Ibercaja Estadio".
El nuevo estadio será sede del Mundial 2030, organizado por España, Portugal y Marruecos.

## Proyectos anteriores de nuevo estadio

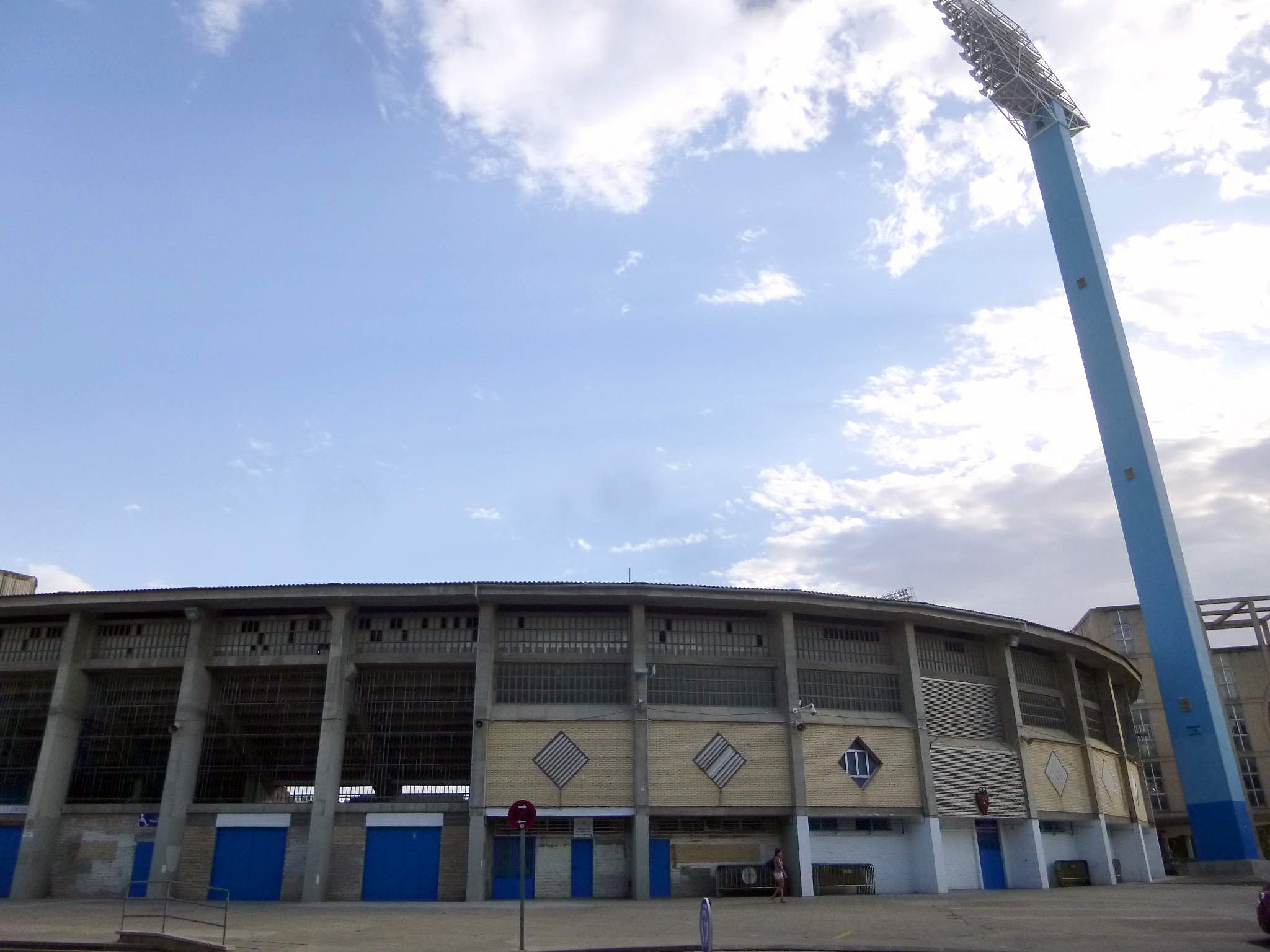
Vista exterior

La necesidad de que Zaragoza contase con un nuevo estadio surge tras la visita de una delegación de la UEFA a La Romareda el 20 de enero de 1999 dentro de la evaluación de la candidatura de España a organizar la Eurocopa 2004 en la que se detectaron importantes deficiencias para albergar eventos deportivos de alto nivel.
Desde entonces se plantearon diferentes proyectos pero ninguno se llevó a cabo, sea por cambios políticos o por inviabilidad económica, hasta 2024. Los proyectos bascularon entre llevar el estadio a las afueras, en barrios de nueva creación, la reforma de la propia Romareda, o la construcción de un nuevo estadio pero en la misma ubicación.

### Nuevo estadio en Valdespartera
El 18 de diciembre de 2002, el entonces alcalde de la ciudad, José Atarés, le presentó al presidente del Real Zaragoza, Alfonso Sólans, la maqueta realizada por Ricardo Bofill del nuevo estadio en Valdespartera, un barrio de nuevo desarrollo.
En junio de 2003, tras las elecciones municipales en las que Juan Alberto Belloch se proclamó alcalde de Zaragoza con el apoyo de CHA, se dio carpetazo al proyecto en Valdespartera. La Romareda seguía necesitando una reforma urgente, una nueva cara que brindase al Real Zaragoza un estadio acorde a los triunfos que llegaban a la orilla del Ebro en los primeros años del siglo XXI. El equipo de Gobierno encabezado por Belloch presentó un proyecto en el mismo emplazamiento: una reconstrucción. 

### Nuevo estadio en La Romareda
Se aprobó una recalificación en 2004 que permitía levantar un edificio de servicios junto al campo de fútbol para financiar la obra, y esta fue adjudicada a la UTE Acciona Infraestructuras y Sacyr por un importe de 70,7 millones de euros y un plazo de ejecución de veinticuatro meses. El proyecto fue diseñado por el Estudio Lamela. El 17 de abril del 2006, el mismo día que se iniciaron las obras, un juez decidió que se paralizasen cautelarmente, como habían solicitado judicialmente en marzo el PP y el PAR al considerar que se había utilizado de «forma arbitraria la fórmula de la permuta para pagar el campo».

### Nuevo estadio en San José
En 2008, el Ayuntamiento de Zaragoza, tras un cambio en la coalición de gobierno, anunció el acuerdo para que el nuevo campo se ubique en el distrito de San José. El 1 de febrero de 2008, cuatro de los cinco grupos políticos municipales anunciaron su acuerdo para construir el nuevo campo en una zona cercana al tercer cinturón, el barrio de San José, el Pabellón Príncipe Felipe y la estación de cercanías de Miraflores.
El 29 de julio de 2008, se anunció que el aragonés Joaquín Sicilia diseñaría el Nuevo estadio de San José que tendría una capacidad de 43.000 espectadores pudiendo ser ampliado hasta los 50.000. La obra costaría 103,5 millones de euros, según los cálculos del Ayuntamiento. La construcción debería haber comenzado a mediados de 2009 y haber estado lista en 24 meses.
En febrero de 2011, se anunció el aplazamiento ´sine die´ de la construcción del Nuevo estadio de San José.

### Otros proyectos de reforma de La Romareda
En enero de 2012, la candidatura olímpica de Madrid 2020 eligió Zaragoza como subsede lo que podría desbloquear el futuro estadio. De esta manera, la construcción de un nuevo campo o una remodelación integral del actual entraría dentro de lo lógico.
En enero de 2013, el Ayuntamiento de Zaragoza estuvo estudiando una reforma integral de La Romareda con un presupuesto que oscilaría entre los 19 y 25 millones de euros y con el objetivo de ser subsede olímpica si Madrid gana la carrera de los Juegos de 2020.
En septiembre de 2013, tras la derrota de la candidatura de Madrid 2020, el responsable municipal de Deportes, el socialista Roberto Fernández, apostó por no aparcar la remodelación del campo zaragocista, sino aprovechar para "tomar una decisión de cara a los próximos 6 o 7 años". La suya sería la de acometer "una reforma integral que podría costar entre 10 y 15 millones de euros".

## Eventos

### Mundial de fútbol de España 1982
Zaragoza fue sede de la Copa Mundial de fútbol de 1982. Ello supuso que La Romareda acogiera tres encuentros pertenecientes a la fase de grupos (Grupo E): España, Yugoslavia, Irlanda del Norte y Honduras.
| 17 de junio de 1982, 21:00 | Yugoslavia | 0:0     | Irlanda del Norte | Estadio La Romareda, Zaragoza                                         |                                                                       |
|                            |            | Reporte |                   | Asistencia: 25.000 espectadores Árbitro(s): Erik Fredriksson (Suecia) | Asistencia: 25.000 espectadores Árbitro(s): Erik Fredriksson (Suecia) |

| 21 de junio de 1982, 21:00 | Honduras  | 1:1 (0:1) | Irlanda del Norte | Estadio La Romareda, Zaragoza                                        |                                                                      |
|                            | Laing 60' | Reporte   | Armstrong 9'      | Asistencia: 15.000 espectadores Árbitro(s): Sun Cham Tan (Hong Kong) | Asistencia: 15.000 espectadores Árbitro(s): Sun Cham Tan (Hong Kong) |

| 24 de junio de 1982, 21:00 | Honduras | 0:1 (0:0) | Yugoslavia       | Estadio La Romareda, Zaragoza                                     |                                                                   |
|                            |          | Reporte   | Petrović 88' (p) | Asistencia: 25.000 espectadores Árbitro(s): Gastón Castro (Chile) | Asistencia: 25.000 espectadores Árbitro(s): Gastón Castro (Chile) |

### Juegos Olímpicos de Barcelona 1992
La Romareda fue una de las sedes de los Juegos Olímpicos de Barcelona 1992 para la disciplina del fútbol. En ella se disputaron partidos de los Grupos A y D, y un partido de cuartos de final.

#### Grupo A
| 24 de julio de 1992 | Polonia           | 2:0 (1:0) | Kuwait | Estadio La Romareda, Zaragoza  |                                |
|                     | Juskowiak 7', 80' |           |        | Asistencia: 2.000 espectadores | Asistencia: 2.000 espectadores |

| 27 de julio de 1992 | Estados Unidos                   | 3:1 (0:1) | Kuwait         | Estadio La Romareda, Zaragoza  |                                |
|                     | Brose 56' · Lagos 79' · Snow 85' |           | Al-Hadiyah 16' | Asistencia: 4.500 espectadores | Asistencia: 4.500 espectadores |

| 29 de julio de 1992 | Estados Unidos       | 2:2 (1:2) | Polonia                       | Estadio La Romareda, Zaragoza  |                                |
|                     | Imler 20' · Snow 85' |           | Koźmiński 31' · Juskowiak 40' | Asistencia: 3.000 espectadores | Asistencia: 3.000 espectadores |

#### Grupo D
| 26 de julio de 1992 | Dinamarca   | 1:1 (0:1) | México      | Estadio La Romareda, Zaragoza  |                                |
|                     | Thomsen 85' |           | Rotllán 39' | Asistencia: 8.000 espectadores | Asistencia: 8.000 espectadores |

| 28 de julio de 1992 | Dinamarca | 0:0 | Ghana | Estadio La Romareda, Zaragoza  |  |
|                     |           |     |       | Asistencia: 8.000 espectadores |  |

| 30 de julio de 1992 | Dinamarca | 0:3 (0:1) | Australia                             | Estadio La Romareda, Zaragoza  |                                |
|                     |           |           | Markovski 32' · Mori 60' · Vidmar 75' | Asistencia: 3.000 espectadores | Asistencia: 3.000 espectadores |

#### Cuartos de final
| 2 de agosto de 1992 | Paraguay                           | 2:4 (0:1, 2:2) (t. s.) | Ghana                               | Estadio de La Romareda, Zaragoza                                                |                                                                                 |
|                     | Acheampong 78' (a.g.) · Campos 81' | Reporte                | Ayew 17', 55', 120+1' · Rahman 114' | Asistencia: 5.000 espectadores Árbitro(s): Ali Bujsaim (Emiratos Árabes Unidos) | Asistencia: 5.000 espectadores Árbitro(s): Ali Bujsaim (Emiratos Árabes Unidos) |

### Otros eventos futbolísticos
- Final Copa del Rey 1983
- Final Copa del Rey 1987
- Final Copa del Rey 1996
- Final Copa de la Reina 2009
- Final Copa de la Reina 2024

### Eventos no futbolísticos

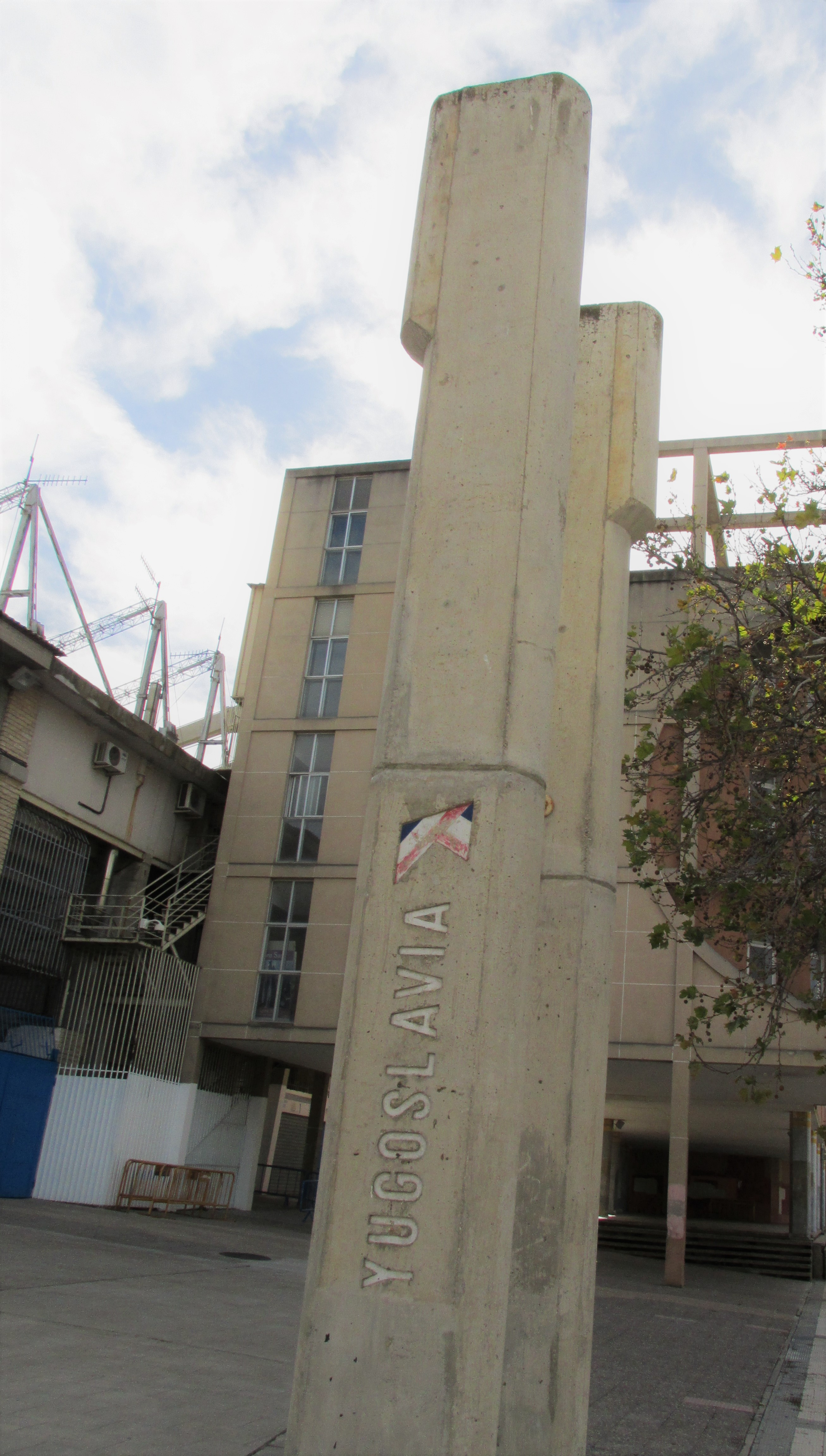
Monumento al Mundial 82

- Llegada de etapa de la Vuelta a España (1960)
- Encuentro nacional de enfermos con el Papa Juan Pablo II (1982)
- Miguel Ríos (1983). 45 000 espectadores.
- Sting (1988). 20 000 espectadores.
- Mecano (1989). 40 000 espectadores.
- Tina Turner (1990). 35 000 espectadores.
- Héroes del Silencio, Niños del Brasil y Las Novias (1991). 25 000 espectadores.
- Dire Straits (1992) —fue el escenario donde la banda inglesa realizó su último concierto antes de separarse— 40 000 espectadores.
- Gloria Estefan (1996). 40 000 espectadores.
- Michael Jackson (1996). 45 000 espectadores.
- Bruce Springsteen (1999). 33 000 espectadores.
- Alejandro Sanz (2001). 12 000 - 15 000 espectadores.
- Metallica (2004). 32 000 espectadores.
- Maná (2007). 20 000 espectadores.
- Héroes del Silencio (2007). 37 000 espectadores.
- Partidazo de Youtubers 2 (2022). 17 000 espectadores.
- Alejandro Sanz (2022). 24 000 espectadores.
- Enrique Bunbury (2024). 30 000 espectadores.

## Anexos
| Estadísticas                                                  | Información                                                                                                | Clubes relacionados | Infraestructura                                                                    |
| ------------------------------------------------------------- | --- | --- | ---------------------------------------------------------------------------------- |
| - Jugadores del Real Zaragoza - Trayectoria del Real Zaragoza | - Entrenadores del Real Zaragoza - Presidentes del Real Zaragoza - Historia del uniforme del Real Zaragoza | - Deportivo Aragón - Iberia Sport Club - Zaragoza Club Deportivo - Real Sociedad Atlética Stadium - Zaragoza Foot-Ball Club (1921) - Club Deportivo Fuenclara | - Estadio de La Romareda - Estadio de Torrero - Ciudad Deportiva del Real Zaragoza |